# Mikel Oyarzabal
Mikel Oyarzabal Ugarte (Eibar, 1997. április 21. –) spanyol válogatott labdarúgó, a La Ligában szereplő Real Sociedad támadója.

## Pályafutása

### Klubcsapatban

#### Real Sociedad
2011-ben 14 évesen csatlakozott a Real Sociedad akadémiához.
2014. november 15-én csereként a 75. percben mutatkozott be a B csapatban, egy 2–3-s idegenbeli győztes harmadosztályú bajnokin, az SD Amorebieta ellen.
2015. szeptember 20-án jegyezte első gólját, majd végül duplázott a CD Mensajero elleni 0–5-s találkozón.
A felnőtt csapatban először 2015. október 25-én nevezték, majd a 85. percben debütált a 2015/16-os idényben a Levante UD elleni 0–4-s idegenbeli első osztályú bajnoki mérkőzésen, csereként a mexikói Carlos Vela-t váltotta. A Spanyol kupában december 3-án debütált, az UD Las Palmas elleni 2–1-re elvesztett találkozón. 
2016. február 8-án szerezte első találatát, a 23. fordulóban az Espanyol elleni 0–5-s bajnokin. A Granada ellen a következő fordulóban duplázni tudott.
A 2016/17-es idény kezdete előtt pár nappal, meghosszabbították 2022-ig a szerződését. Ebben a szezonban mind a 38 bajnokin pályára lépett. Az idényt a csapattal a 6. helyen zárták, így a következő idényben bejutottak az Európa liga csoportkörébe.
2017. október 19-én debütált először ebben a kupasorozatban, majd 12 perccel később az első találatát is megszerezte a macedón FK Vardar elleni 0–6-s vendégbeli találkozón. A play off-ban elkövetett egy öngólt, a Red Bull Salzburg elleni első mérkőzésen, majd a másodikon 2–1-es vereséget szenvedtek, így 4–3-as összesítésben kiestek a sorozatból.

### A válogatottban

#### Spanyolország
Képviselete a spanyol; U18, U19, és az U21-es válogatottakat.
2016. május 29-én mutatkozott be a felnőtt válogatottban, egy barátságos, bosnyákok elleni 3–1-s győztes mérkőzésen.

#### Baszkföld
2016. december 30-án játszotta első mérkőzését baszk színekben, Tunézia ellen. Gólt is szerzett a 3–1-s találkozón.

## Statisztika
2021. május 22-i állapot szerint.
| Klub             | Szezon           | Bajnokság          | Bajnokság | Bajnokság | Kupa  | Kupa  | Európa | Európa | Egyéb | Egyéb | Összes | Összes |
| Klub             | Szezon           | Liga               | Mérk.     | Gólok     | Mérk. | Gólok | Mérk.  | Gólok  | Mérk. | Gólok | Mérk.  | Gólok  |
| ---------------- | ---------------- | ------------------ | --------- | --------- | ----- | ----- | ------ | ------ | ----- | ----- | ------ | ------ |
| Real Sociedad B  | 2014–15          | Segunda División B | 5         | 0         | –     | –     | –      | –      | –     | –     | 5      | 0      |
| Real Sociedad B  | 2015–16          | Segunda División B | 8         | 3         | –     | –     | –      | –      | –     | –     | 8      | 3      |
| Real Sociedad B  | Összesen         | Összesen           | 13        | 3         | –     | –     | –      | –      | –     | –     | 13     | 3      |
| Real Sociedad    | 2015–16          | La Liga            | 22        | 6         | 2     | 0     | –      | –      | –     | –     | 24     | 6      |
| Real Sociedad    | 2016–17          | La Liga            | 38        | 2         | 5     | 2     | –      | –      | –     | –     | 43     | 4      |
| Real Sociedad    | 2017–18          | La Liga            | 35        | 12        | 2     | 0     | 6      | 2      | –     | –     | 43     | 14     |
| Real Sociedad    | 2018–19          | La Liga            | 37        | 13        | 4     | 1     | –      | –      | –     | –     | 41     | 14     |
| Real Sociedad    | 2019–20          | La Liga            | 37        | 10        | 8     | 3     | –      | –      | –     | –     | 45     | 13     |
| Real Sociedad    | 2020–21          | La Liga            | 33        | 11        | 2     | 1     | 7      | 0      | 1     | 1     | 43     | 13     |
| Real Sociedad    | Összesen         | Összesen           | 202       | 54        | 23    | 7     | 13     | 2      | 1     | 1     | 239    | 64     |
| Karrier összesen | Karrier összesen | Karrier összesen   | 215       | 57        | 23    | 7     | 13     | 2      | 1     | 1     | 252    | 67     |

1. 1 2  Mérkőzése(i) az Európa Ligában
2. ↑  Mérkőzése(i) a Spanyol Szuperkupában

### A válogatottban
2024. július 14-i állapot szerint.
| Spanyolország | Spanyolország | Spanyolország |
| Év            | Mérk.         | Gólok         |
| ------------- | ------------- | ------------- |
| 2016          | 1             | 0             |
| 2019          | 6             | 2             |
| 2020          | 4             | 2             |
| 2021          | 10            | 2             |
| 2023          | 5             | 1             |
| 2024          | 11            | 5             |
| Összesen      | 37            | 12            |

## Sikerei, díjai

### Klubcsapattal
Real Sociedad
- Spanyol kupa: 2019–20

### A válogatottal
- U21-es Európa-bajnok: 2019
- Olimpiai ezüstérem: 2021
- Európa-bajnok: 2024